# رز چروکیده
رز چروکیده (نام علمی: Rosa rugosa) یکی از گونه‌های رز است. درختچه‌ای بسیار زبر و خشن و پرتوان و قوی با شاخه‌های متراکم و به رنگ قهوه‌ای خاکستری روشن است که از خارهای ریز و زبری پوشیده شده‌است. برگ‌های چرم مانند و پر رگبرگ و براق به رنگ سبز تیره دارد که در پاییز به رنگ زرد می‌گرایند. رز چروکیده یکی از چند رز خودرویی است که گلدهی خود را تکرار می‌کند. فصل گلدهی تابستان و پاییز است. ارتفاع گیاه به حدود ۱٬۸ متر می‌رسد. گل‌های بزرگ و چروک‌دار و فنجانی شکل و کم پر یا ساده این رز به رنگ صورتی سیر یا یک مرکز زرد طلایی است که در پاییز به میوه‌های گرد بزرگ به رنگ قرمز بدل می‌شوند. این نوع رز پرچین‌های خوبی را به وجود می‌آورد.